# 飛騨警察署
飛騨警察署（ひだけいさつしょ）は、岐阜県警察が管轄する警察署の一つである。
正式名称は、管轄区域とする飛騨市と同じく、飛「騨」のつくり上部がツではなくロがふたつ（單 = 「単」の旧字体（飛驒））であるが、1983年のJISコード改定（83JIS）以降のJIS漢字に含まれておらず、一部コンピュータ環境では正常に表示できないことから、本記事中では「飛騨警察署」と記載する。
旧古川警察署と旧神岡警察署を統合して設置された警察署であり、建物は旧古川警察署の建物を使用している。
神岡警部交番（旧神岡警察署）には岐阜県警察山岳警備指導センターがあり、かつては岐阜県警察山岳警備隊の前線基地として機能していたが、平成30年度に庁舎が新築された高山警察署にその機能を譲った。現在は”指導センター”の名のとおり、隊員に対する登山・救助技術の教養や、練度向上の訓練拠点として機能している。

## 所在地
- 岐阜県飛騨市古川町朝開町1401番地

## 管轄区域
- 飛騨市

## 沿革

### 古川警察署
- 1876年（明治9年）- 第7警察出張所第3屯所が古川町に設置される。
- 1877年（明治10年）- 高山警察署古川分署となる。
- 1886年（明治19年）- 古川警察署となる。
- 1893年（明治26年）- 船津警察署古川分署となる。
- 1926年（大正15年）- 再び古川警察署となる[1]。
- 1948年（昭和23年）- 警察制度改正により国家地方警察南吉城地区警察署と改称。
- 1954年（昭和29年）- 警察制度改正により古川警察署と改称。
- 2005年（平成17年）4月1日 - 古川警察署と神岡警察署を統合、飛騨警察署を設置。また、古川警察署の管轄であった高山市国府町（旧吉城郡国府町）と、神岡警察署の管轄であった高山市上宝町、奥飛騨温泉郷（旧吉城郡上宝村）を高山警察署に移管。

### 神岡警察署
- 1875年（明治8年）4月 - 筑摩県第13警察署出張所が船津（後の神岡町）に設置される[2]。
- 1876年（明治9年）- 第7警察出張所第7屯所となる。
- 1877年（明治10年）- 高山警察署神岡分署となる[2]。
- 1889年（明治22年）- 古川警察署の管轄となる[2]。
- 1893年（明治26年）- 神岡鉱山の規模を拡大するに至り人口が増加したため、船津警察署として独立する[1][2]。
- 1929年（昭和4年）5月 - 船津町の大火により類焼。同年12月、木造2階建ての庁舎が再建される[2]。
- 1948年（昭和23年）- 警察制度改正により国家地方警察船津警察署と改称。同時に船津町警察署（新設の自治警察署で、大門町円城寺山門前に設置）新設（1951年廃止）[2]。
- 1954年（昭和29年）7月 - 警察制度改正により岐阜県神岡警察署と改称[2]。
- 1962年（昭和37年）12月 - 鉄筋コンクリート2階建ての庁舎を建設[3][2]。
- 1996年（平成8年）10月23日 - 国道471号沿いに[4]鉄骨3階建てで鉄骨平屋建ての山岳遭難待機所を備えた新庁舎の竣工式[5]（業務開始は同年9月16日である[6]）。敷地面積4,188m2[6]、延床面積は約1,370m2[5]。新庁舎は穂高連峰をイメージした屋根や外壁を使用し、東側側面には北アルプスの山並みや雷鳥、神岡町の花『たんぽぽ』をあしらったレリーフが取り付けられた。他、自動ドアや車椅子用のスロープを設置し、山岳警備の要としてのヘリコプター場外発着場[6]（47台収容の駐車場と兼用[5]）、人工登攀壁、山岳遭難待機所が設置された[6]。
- 2005年（平成17年）- 古川警察署との統合により、飛騨警察署神岡警部交番となる。

### 飛騨警察署
- 2005年（平成17年）4月1日 - 古川警察署と神岡警察署を統合すると共に、管轄区域の一部を高山警察署へ移管し、飛騨警察署となる。
- 2020年（令和2年）3月31日 - 茂住警察官駐在所を廃止。

## 組織
※順不同
- 署長(警視)
- 次長兼警務課長(警部) 
  - 警務課 - 警務係、相談係
- 会計課（課長は一般職員(課長補佐級)） - 会計係
- 生活安全課 - 生活安全係
- 地域課 - 地域係、機動警ら係
- 刑事課 - 刑事係、鑑識係
- 交通課 - 交通係
- 警備課 - 警備係

## 警部交番
2020年時点。
- 神岡警部交番（飛騨市神岡町殿1075番地3）

## 交番
- 署所在地交番（飛騨市古川町朝開町1401番地、飛騨警察署内）

## 警察官駐在所
- 鷹狩警察官駐在所（飛騨市古川町谷251番地9）
- 河合警察官駐在所（飛騨市河合町角川212番地1）
- 宮川警察官駐在所（飛騨市宮川町林475番地）
- 山田警察官駐在所（飛騨市神岡町西1761番地1）